# Sibila (glasbena skupina)
Sibila je bila slovenska pop glasbena skupina, ki je delovala v sedemdesetih in osemdesetih letih 20. stoletja.
Skupina je pričela delovati leta 1973 v Kranju, nase pa je opozorila 1979 s skladbo "Povej mi, kje bila si včeraj", posneto v studiu Akademik v aranžmaju takratnih članov Sibile (glasba in besedilo: Jožef Mali [https://www.facebook.com/profile.php?id=100074887001019], soustanovitelj skupine leta 1972). V tem času je skupina delovala v zasedbi Slavko Krkoč - vokal, Anton Fleischman - klaviature, vokal, Tomaž Kne - bas kitara, vokal, Milan Žgalin - solo kitara, Tine Zrim - bobni, vokal (kasneje ga zamenja Bojan Delovec).
Verjetno največja uspešnica skupine pa je bila njihova različica pesmi "Račji ples", ki jo je 1982 zapela Romana Krajnčan (takrat Ogrin).
Kasneje je v skupini deloval tudi pevec Toni Kapušin, ki ga je med služenjem vojske zamenjal Alojz Bohinc. Ostali takratni člani so bili: pevka Helena Blagne, klaviaturist Sandi Vovk in bobnar Štefan Jež. Za Heleno Blagne je prišla Vilma Jerman iz Kamnika, zamenjal se je tudi bobnar - namesto Štefana Ježa je prišel Rado Čučnik. Sibila je v tej zasedbi igrala se vrsto let.